# Hamba-Dolch
Der Hamba-Dolch  ist ein afrikanischer Dolch. Afrikanische Dolche wurden in verschiedenen Ländern und von verschiedenen Ethnien Afrikas als Kriegs-, Jagd-, Kultur- und Standeswaffe entwickelt und genutzt. Die jeweilige Bezeichnung der Waffe bezieht sich auf eine Ausprägung dieses Waffentyps, die einer bestimmten Ethnie zugeordnet wird.

## Beschreibung
Der Hamba-Dolch hat eine breite, zweischneidige, blattförmige Klinge. Die Klinge hat einen leichten Mittelgrat. Die Schneiden sind deutlich von der übrigen Klinge abgehoben. Auf der Klinge sind oft mehrere kreisförmige Durchbrüche vorhanden. Das Heft besteht aus Holz oder Horn. Es ist rund gearbeitet und zum Teil mit Metalldraht umwickelt. Es gibt Versionen, bei denen der Griff flach und breit gearbeitet ist. Der Hamba-Dolch wird von den Ethnien der Hamba, Jonga, Nkutchu, Ebola und Lobala benutzt.